# 伊馬春部

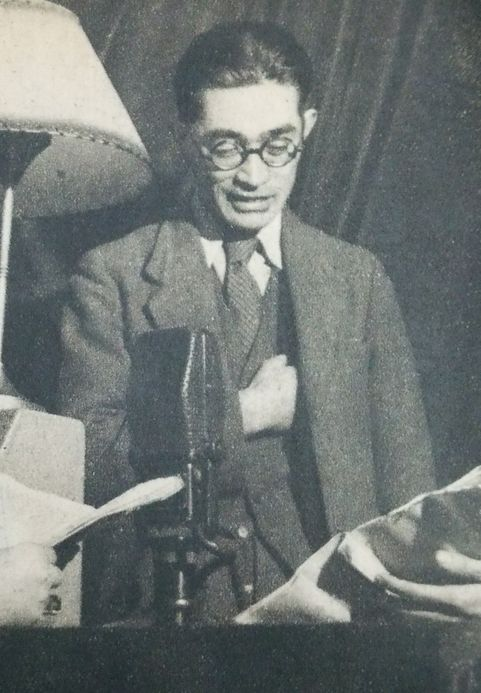
1948年

伊馬 春部（いま はるべ、1908年（明治41年）5月30日 - 1984年（昭和59年）3月17日）は日本の作家、劇作家。本名は高崎英雄。旧筆名は伊馬鵜平。戦前から戦後にかけてユーモア小説やラジオドラマなどの分野で活躍。釈迢空(折口信夫)門下の歌人としても知られる。

## 経歴
福岡県鞍手郡木屋瀬村（現：北九州市八幡西区木屋瀬）に生まれる。旧制鞍手中学校（現：福岡県立鞍手高等学校）から國學院大學に進み、ここで釈迢空に師事。
1932年（昭和7年）創立のムーランルージュに参加、伊馬鵜平の筆名で新喜劇の脚本を執筆。この頃（昭和6、7年）に井伏鱒二宅で、デビュー前の太宰治と知り合い親友となる。のちP.C.L.の脚本部に入る。
1934年、太宰治、森敦、中原中也、檀一雄、今官一、山岸外史、中村地平、小山祐士、木山捷平、北村謙次郎らと文藝同人誌『青い花』を創刊。
1939年（昭和14年）、友人の太宰治から短篇『畜犬談』を捧げられた。
1940年（昭和15年）、NHKのテレビ実験放送における、国内初のテレビドラマである『夕餉前』の脚本を担当した。戦後は伊馬春部に筆名を改め（釈迢空、折口信夫が名付けた。「今更 雪零目八方 蜻火之 燎留春部常 成西物乎」「今更に 雪降りめやも 陽炎の 燃ゆる春へと 成りにし物を」萬葉集 卷第十 四時雜歌、四時相聞 1835【承前，廿四十七。】）、1947年（昭和22年）には、他の執筆陣とともに交代で書き上げたNHKの連続ラジオドラマ『向う三軒両隣』が人気を博し、1948年（同23年）には東宝から映画化された。
1956年（昭和31年）、第7回NHK放送文化賞受賞。1961年（昭和36年）、『国の東』で芸術祭奨励賞受賞。1965年（昭和40年）、『鉄砲祭前夜』にて毎日芸術賞を受賞。
1976年（昭和51年）、歌会始召人となる。（お題「坂」）
詠進歌 ふりかへりふりかへり見る坂のうへ吾子はしきりに手をふりてをり
1984年（昭和59年）、3月17日、かねてより病気療養で入院中だった都立広尾病院にて死去。墓所は築地本願寺和田堀廟所。

## 作風

### 伊馬鵜平時代
ムーランルージュで活動していた頃は、軽妙な語り口で時事を諷刺する作品を得意とし、ラジオドラマの脚本を引き受けるようになってからも、その延長線で手掛けていた。
しかし、ある日朝日新聞の記者に「女中を含めた家族全員でラジオドラマを聞いていたら『女中のくせに…』というセリフが出たことにはっとさせられた」「後で救いとなる言葉が出て来たけれどそれはきわめて微妙なものであった」と新聞上で批評されたことで、舞台とラジオドラマとの違いを認識して書くようになったと語っている。

### 伊馬春部時代
社会全体が荒廃していた戦後は、作品の参考になるような明るい話が見つけられず、思うように作品が書けなかったが、横山隆一の漫画を原案とした『ベストの王様』（1950年3月1日放送）によって、本領を発揮するようになった。
ムーランルージュで活動していた頃からのユーモラスな作風を生かした『向う三軒両隣り』を始めとするホームドラマを手掛けるとともに、伊馬鵜平として活動していた頃とは異なり、空想的な発想による作品を数多く発表している。屏風に描かれた老人や屏風に貼られた写真の女性が登場する『屏風の女』や、自転車を盗んで逃走した泥棒が巻き込まれる騒動をナンセンスに描いた『ある自転車泥棒の話』などがその代表作である。
また、斎藤茂吉を取り上げた『虹の断片』や、太宰治を取り上げた『櫻桃の記』などのように、作家の評伝風な戯曲も発表するようになった。

## 評価
「ラジオドラマに新分野を開拓し、優れた作品によって演劇放送に寄与した」功績が称えられて、伊馬はNHK放送文化賞を始めとした数々の賞を受賞しているが、彼と親交があった戸板康二は、「純情で篤実でおよそ敵を持ちそうもない」人柄と「素朴で生一本な村人、天性のおもむくままに伸び伸びと育った少女、よく笑うおかみさん」への愛情、そして生来の旅行趣味が作品に如実に表れていると指摘している。

## 旧高崎家住宅

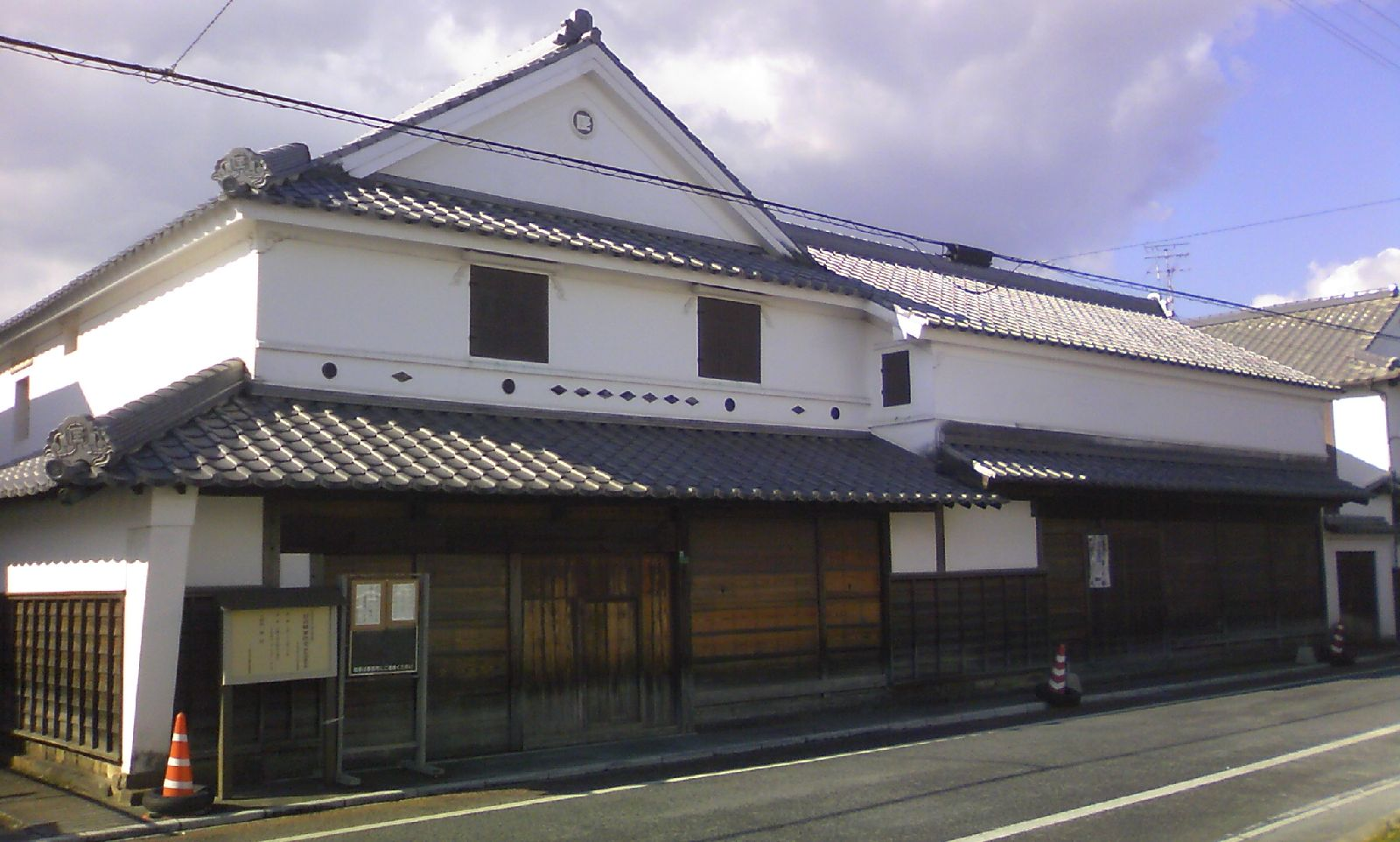
旧高崎家住宅（伊馬春部生家）

実家は江戸時代から続く商家であり、伊馬はその5代目として生まれた。生家である旧高崎家住宅は、かつて長崎街道の宿場であった木屋瀬宿にあり、江戸時代末期の宿場建築として貴重なことから、北九州市の有形文化財に指定されている。過去に修復工事が行われ、伊馬の遺品とともに一般に展示公開されている。
2009年（平成21年）12月13日、伊馬の生誕100年（2008年）を記念して、1976年（昭和51年）の宮中歌会始（お題：坂）で召人として詠んだ和歌「ふりかへり ふりかへり見る 坂のうへ 吾子はしきりに 手をふりてをり」の歌碑が建立された。

## 著書
- 『桐の木横町』伊馬鵜平 新喜劇叢書 西東書林 1936
- 『募金女學校・かげろふは春のけむりです』伊馬鵜平 アトリエ社 現代ユーモア小説全集 1936
- 『義歯の行列』伊馬鵜平　新作ユーモア全集 春陽堂書店 1938
- 『東洋平和嬢』伊馬鵜平 新版ユーモア小説全集 アトリヱ社 1939
- 『現代ユウモア小説の特質と現状』伊馬鵜平 日本文章学会 1940
- 『月夜のパラソル』伊馬鵜平 代々木書房 諷刺ユーモア小説集 1940
- 『ハモニカ部隊』伊馬鵜平 牧野四子吉絵 精華房 1943
- 『蚤博士と街の乾杯のこと』青銅社 1948
- 『純情劇場』糸井俊二絵 偕成社 1950
- 『ミス委員長』川原久仁於絵 偕成社 1950
- 『東京テレビイ娘』東成社 ユーモア小説全集 1952
- 『あんパン小僧』高橋国利絵 宝文館 少年少女ユーモア文庫 1953
- 『コケコッコ百貨店』鈴木正二等絵 宝文館 少年少女ユーモア文庫 1953
- 『伊馬春部ラジオ・ドラマ選集』宝文館 1954
- 『たぬき島たぬき村』高橋国利絵 宝文館 1954
- 『本日は晴天なり』光の友社 1954-55
- 『天の川』宝文館 ラジオ・ドラマ新書 1955
- 『まぼろし』宝文館 ラジオ・ドラマ新書 1955
- 『ミス委員長』川原久仁於絵 偕成社 ユーモア文庫 1955
- 『一休さん』茂田井武絵 筑摩書房 世界の名作 1956
- 『まらそん侍』鱒書房 放送新書 1956
- 『咲いたらあなたに』東方社 1957
- 『芭蕉 自然を愛した詩人』岡本爽太絵 偕成社 世界偉人伝全集 1966
- 『櫻桃の記』筑摩書房 1967、中公文庫 1981 - 太宰治を主人公とした戯曲「櫻桃の記　もう一人の太宰治」と太宰についての随筆を集成
- 『土手の見物人』毎日新聞社 1975

### 現代語訳
- 『更級日記』羽石光志絵 偕成社 世界名作文庫 1956
- 『日本国民文学全集 第17巻] (江戸名作集 第1)』河出書房 1956

東海道中膝栗毛(十返舎一九) のち桜楓社、岩波現代文庫 上下 2014